# Onycholyse

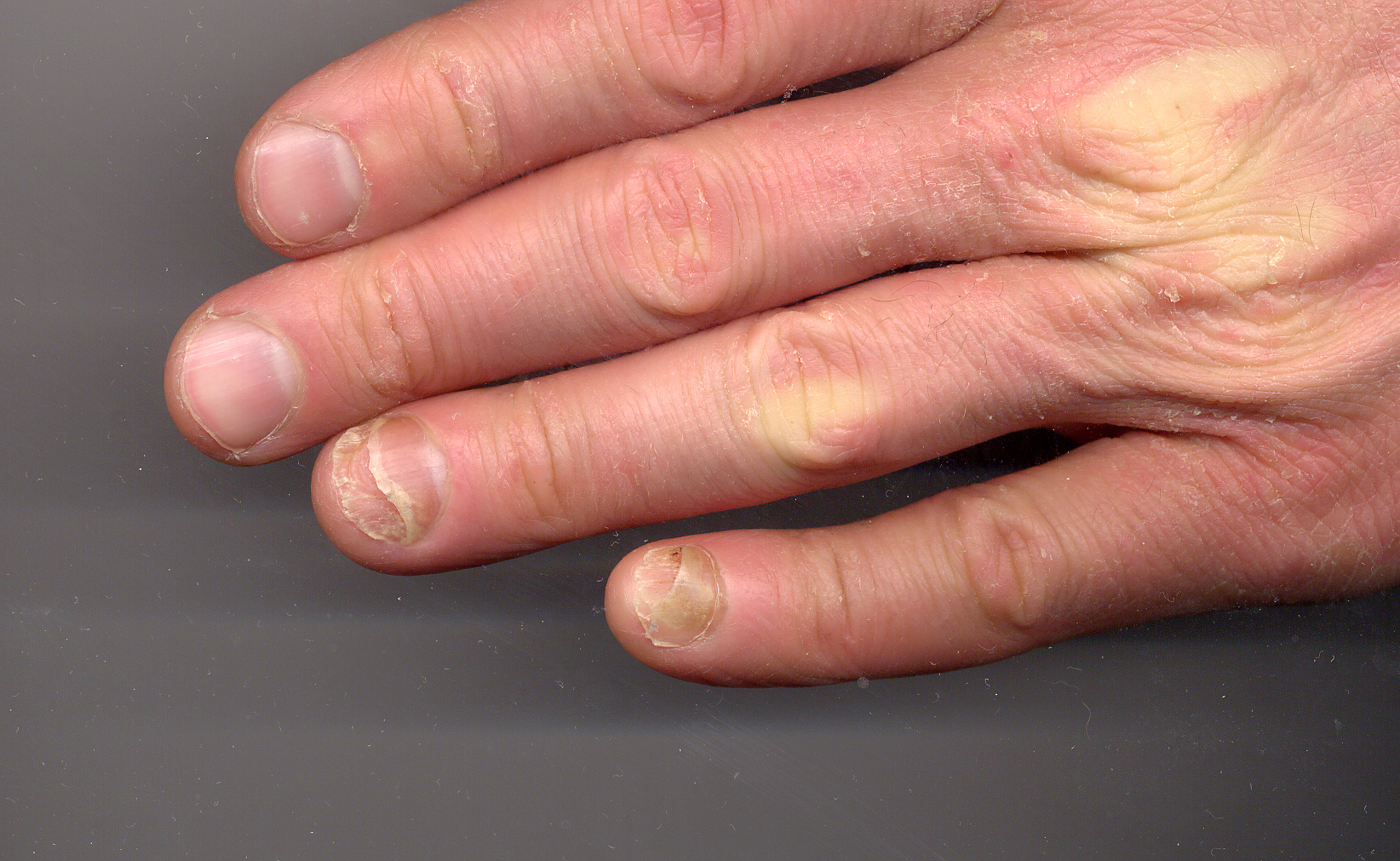
Onycholyse aux IVe et Ve doigts de la main gauche d'un homme adulte.

L'onycholyse /o.ni.ko.liz/ est le décollement de la partie distale de l'ongle.
Le mot « onycholyse » vient du grec « onux » : ongle et « luein » : détacher.
Les causes les plus fréquentes[réf. souhaitée] sont la répétition de traumatismes, l'hyperthyroïdie, le psoriasis, l'infection fongique (onychomycose) et plus rarement des causes congénitales.